# Hendrik Herregouts
Hendrik Herregouts, né en 1633 à Malines et mort en 1704 à Anvers, est un peintre baroque flamand de l'école d'Anvers. Il se spécialisait surtout dans la peinture d'histoire et de portrait.

## Biographie

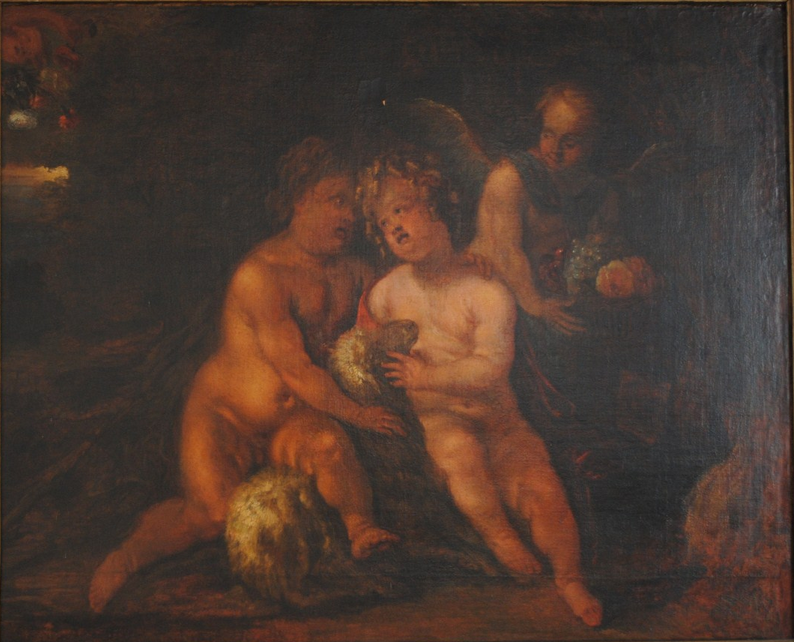
Jésus et saint Jean avec un ange, 1659.

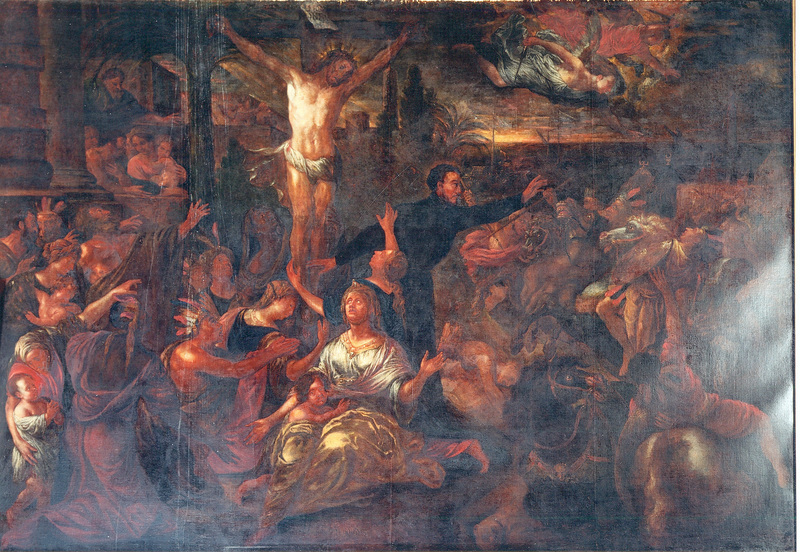
Le Triomphe sur la Croix, 1691-1710.

Hendrik Herregouts est le fils de David Herregouts (nl), également peintre d'histoire, et de Cecile Geniets, fille d'une famille de bouchers à Malines,. Ils déménagent à Ruremonde en 1646. David y élabore une carrière réussie de peintre grâce au soutien de l'Église catholique locale.
Hendrik a trois frères, tous devenus peintres :
- Jan Baptist Herregouts (en) (né à Ruremonde vers 1646 et mort à Bruges en 1721), portraitiste et peintre d'histoire, graveur et brasseur principalement actif à Bruges ;
- Willem Herregouts, a émigré à Amiens où il s'est fait connaître inter alia comme Guillaume Herregosse (ou Guillaume Hergosse) ;
- Maximilian Herregouts, dont on connaît très peu de détails, si ce ne sont deux œuvres : Cuisine, où une femme est occupée à faire des crêpes (1674) et Éliézer et Rébecca au puits[4],[6],[7].

Hendrik Herregouts, probablement le premier à avoir été formé par son père à Ruremonde, voyage à Rome dans sa jeunesse pour continuer ses études. Il déménage ensuite en Allemagne et se marie avec Anna Dorothea Cremers à Cologne en 1660 ou 1661.
En 1664, Hendrik Herregouts devient un maître de la guilde de Saint-Luc à Anvers. Quelques années plus tard, il exécute des commandes à Malines ; il rejoint la guilde de Saint-Luc locale.
Il redevient membre de la guilde d'Anvers en 1677 avant d'établir à nouveau un atelier à Anvers vers 1679-1680, où son petit frère Jan Baptist le rejoint.
Il vit plusieurs années à Bruges entre 1680 et 1690, où, accompagné de Jan Baptist, il réalise quelques commandes. Il voyage sporadiquement en Italie, et cette affinité avec ce pays lui vaut le surnom de Romein (« le romain »)[réf. souhaitée].
Son mariage est notoirement un échec et il se sépare d'avec sa femme ; après la mort de celle-ci, il se marie à nouveau à Anvers en 1682. Sa seconde femme, Nathalie Godyn, serait la sœur de son élève Abraham Godyn.
Il reçoit en 1685 la commande de la confrérie du Saint-Sacrement pour élaborer une arche triomphale destinée à célébrer le centenaire de la restauration du culte catholique dans l'église Saint-Jacques d'Anvers.

## Élèves
Ses élèves étaient Abraham Godyn, Martinus van Nies (vers 1679-1680), Alouysius Sammels et Cornelis Henricus van Meurs (vers 1693-1694).
Il meurt à un âge élevé à Anvers en 1704.

## Œuvre

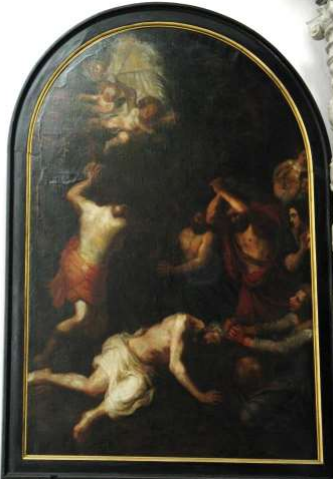
Le Martyre de saint Matthieu, 1691-1710.

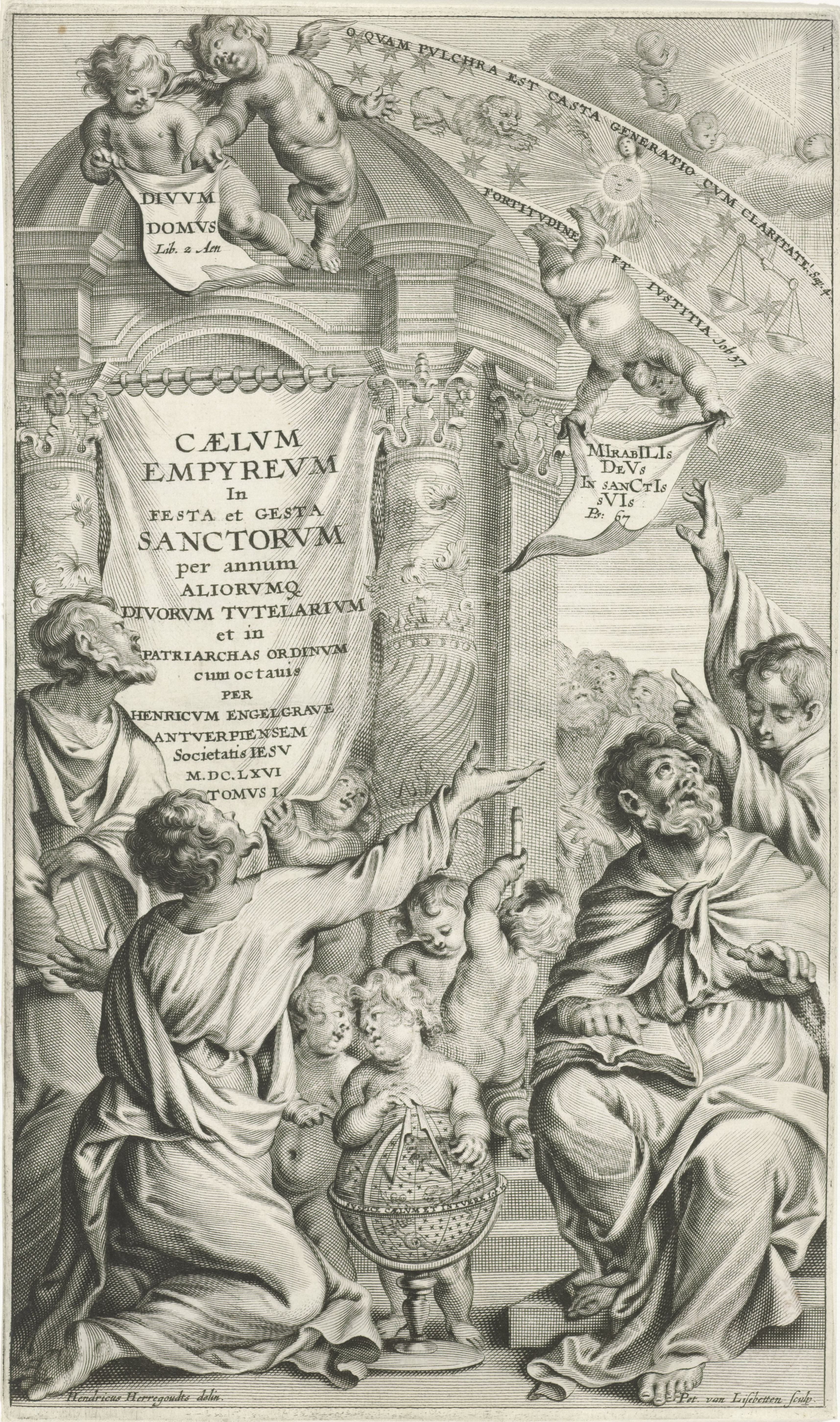
Élèves découvrant le tétragramme (dessin de Hendrik Herregouts ; gravure de Pieter van Lisebetten).

Hendrik Herregouts a joui d'une grande considération de son vivant et il a reçu de nombreuses commandes de retables et autres pièces religieuses dans les Flandres et à l'étranger. Peintre d'histoire, il était également reconnu comme portraitiste.
La plupart de ses œuvres peuvent être vues dans des églises d'Anvers, de Bruges, de Malines et de Cologne. Plusieurs œuvres conservées à Cologne ont été perdues lors de la Seconde Guerre mondiale.
Il a été influencé par de nombreux artistes flamands tels qu'Antoine van Dyck et Pierre Paul Rubens ainsi que par des peintres italiens comme le Titien, Raphaël et le Caravage. Nicolas Poussin a eu une influence importante sur son style classique et sur ses compositions en général.
Ses œuvres sont souvent de grand format et de composition complexe. Son chef-d'œuvre est Le Jugement dernier à l'église Sainte-Anne de Bruges (nl), une très large composition achevée en 1685. Ses figures colossales tiennent du peintre maniériste Raphaël Coxie. Le Martyre de saint Matthieu, originellement destinée à la cathédrale Notre-Dame d'Anvers est actuellement conservée à l'église Saint-Paul d'Anvers. L'Ami Divin des enfants daté de 1680 et conservé dans l'abbaye de Göttweig (Krems an der Donau, Autriche), montre sa maîtrise des couleurs et de la composition.
Il a également peint de nombreux portraits. Ils sont caractérisés par leur traits francs et directs et leur vivante immédiateté. Un exemple de cela est le Portrait de Franciscus Wynckelman, voogd 1709-25, conservé au Hans Memlingmuseum à Bruges. Il a également collaboré avec d'autres peintres, comme c'était souvent le cas dans la peinture baroque flamande : il a notamment peint le staffage des paysages de Jan Asselijn et a collaboré dans ses dernières années avec les peintres de nature morte Gaspar Pieter Verbruggen le Jeune, Simon Hardimé (en) et Jan Baptist Bosschaert (en), qui avait peint des fleurs autour des putti et des nymphes de Herregouts[Où ?].
Il illustre également des publications à Anvers et à l'international, comme les Élèves découvrant le tétragramme (gravé par Pieter van Lisebetten (en)), frontispice de Coelum Empyreum de Henricus Engelgrave, publié par Johannes Busaeus à Cologne en 1666.
Il est parfois difficile de s'accorder sur l'attribution d'une œuvre car la paternité pourrait également être celle de son frère Jan Baptist, dont le style est très similaire.